# Tricholepis lineata
Tricholepis lineata är en skalbaggsart som beskrevs av Augustin Ley 1917. Tricholepis lineata ingår i släktet Tricholepis och familjen Melolonthidae. Inga underarter finns listade i Catalogue of Life.